# Italian Baseball League 2012
L'Italian Baseball League 2012 è stata la 65ª edizione del massimo campionato italiano di baseball, la sesta con la denominazione IBL e la terza con il sistema a franchigie.
Il torneo è iniziato il 29 marzo e si è concluso il 24 agosto.

## Squadre
- Cariparma Parma
- Danesi Nettuno
- De Angelis Godo
- Elettra Energia Novara
- Montepaschi Grosseto
- T&A San Marino
- Rimini Baseball
- Unipol Bologna

## Risultati

### Regular season
| Prima giornata   |                     |                |
| 29-31 marzo      |                     | 17-19 maggio   |
| 2-7, 3-4, 2-20   | Parma - Bologna     | 3-15, 3-7, 6-3 |
| 7-10, 11-3, 9-10 | Grosseto - Godo     | 3-2, 7-3, 2-8  |
| 0-2, 4-14, 20-0  | Novara - San Marino | 1-2, 1-2, 4-10 |
| 4-2, 6-7, 7-1    | Rimini - Nettuno    | 1-3, 1-2, 4-0  |

| Quarta giornata |                      |                |
| 19-21 aprile    |                      | 14-16 giugno   |
| 3-2, 8-7, 10-0  | Parma - Grosseto     | 6-0, 10-5, 5-1 |
| 4-3, 9-8, 18-5  | Godo - Novara        | 13-2, 7-4, 1-2 |
| 0-2, 0-3, 5-4   | Rimini - Bologna     | 3-2, 6-2, 1-5  |
| 9-1, 2-5, 7-2   | Nettuno - San Marino | 2-3, 2-3, 0-3  |

| Settima giornata |                      |                 |
| 10-12 maggio     |                      | 12-14 luglio    |
| 10-4, 9-0, 5-2   | Nettuno - Godo       | 2-1, 11-1, 10-5 |
| 5-1, 4-3, 3-2    | Novara - Grosseto    | 3-4, 3-5, 4-10  |
| 8-11, 1-6, 15-14 | Parma - Rimini       | 2-1, 4-7, 0-9   |
| 6-5, 2-1, 5-8    | San Marino - Bologna | 7-5, 1-2, 2-3   |

| Seconda giornata |                       |                   |
| 6-8 aprile       |                       | 24-26 maggio      |
| 7-2, 11-6, 11-1  | Parma - Novara        | 10-1, 10-5, 11-10 |
| 1-0, 1-8, 2-6    | Godo - Rimini         | 7-3, 5-7, 0-11    |
| 2-3, 3-10, 1-6   | Nettuno - Bologna     | 2-4, 4-2, 1-3     |
| 3-2, 13-4, 15-11 | San Marino - Grosseto | 0-2, 5-6, 13-3    |

| Quinta giornata |                    |                 |
| 27-28 aprile    |                    | 21-23 giugno    |
| 5-2, 6-1, 9-10  | Grosseto - Bologna | 0-2, 1-8, 2-8   |
| 10-0, 7-5, 2-3  | San Marino - Godo  | 6-0, 13-1, 15-6 |
| 0-10, 5-7, 3-17 | Novara - Rimini    | 0-7, 4-16, 3-11 |
| 4-1, 0-9, 5-6   | Parma - Nettuno    | 4-2, 2-4, 3-4   |

| Terza giornata |                    |                 |
| 13-15 aprile   |                    | 7-9 giugno      |
| 4-1, 12-0, 6-4 | Bologna - Godo     | 2-3, 6-2, 20-1  |
| 3-0, 6-3, 17-4 | San Marino - Parma | 1-0, 6-3, 11-10 |
| 1-15, 2-4, 3-5 | Novara - Nettuno   | 1-9, 1-6, 0-13  |
| 0-2, 1-5, 6-4  | Grosseto - Rimini  | 3-15, 1-15, 2-4 |

| Sesta giornata  |                     |                 |
| 3-5 maggio      |                     | 5-7 luglio      |
| 3-6, 3-6, 4-10  | Grosseto - Nettuno  | 0-7, 0-1, 0-5   |
| 2-6, 8-18, 8-7  | Godo - Parma        | 1-12, 11-1, 6-7 |
| 10-0, 4-0, 13-1 | Bologna - Novara    | 5-2, 17-1, 5-1  |
| 4-7, 6-9, 8-2   | Rimini - San Marino | 3-7, 3-10, 1-5  |

#### Classifica
|    | Classifica regular season 2012 | PG | PV | PP | PCT  | PD   |
| -- | ------------------------------ | -- | -- | -- | ---- | ---- |
| 1. | Unipol Bologna                 | 42 | 31 | 11 | .738 | 0.0  |
| 2. | T&A San Marino                 | 42 | 31 | 11 | .738 | 0.0  |
| 3. | Rimini Baseball                | 42 | 28 | 14 | .666 | 3.0  |
| 4. | Danesi Nettuno                 | 42 | 28 | 14 | .666 | 3.0  |
| 5. | Cariparma Parma                | 42 | 21 | 21 | .500 | 10.0 |
| 6. | De Angelis Godo                | 42 | 14 | 28 | .333 | 17.0 |
| 7. | Montepaschi Grosseto           | 42 | 11 | 31 | .261 | 20.0 |
| 8. | Elettra Energia Novara         | 42 | 4  | 38 | .095 | 27.0 |

|  | Qualificate al girone di semifinale         |
|  | Qualificate alla prima fase di Coppa Italia |

### Fase finale

#### Girone di semifinale

##### Risultati
| Prima giornata |                     |                |
|                | 18-21 luglio        |                |
|                | Nettuno - Bologna   | 3-2, 7-11, 6-3 |
|                | Rimini - San Marino | 2-4, 5-11, 5-0 |

| Seconda giornata |                      |                 |
|                  | 25-28 luglio         |                 |
|                  | Rimini - Bologna     | 2-3, 7-3, 4-2   |
|                  | Nettuno - San Marino | 3-0, 12-2, 8-12 |

| Terza giornata |                      |               |
|                | 1-4 agosto           |               |
|                | San Marino - Bologna | 8-0, 6-5, 5-2 |
|                | Nettuno - Rimini     | 2-4, 0-1, 4-1 |

##### Classifica
|    | Classifica girone di semifinale 2012 | PG | PV | PP | PCT  | PD  |
| -- | ------------------------------------ | -- | -- | -- | ---- | --- |
| 1. | T&A San Marino                       | 9  | 6  | 3  | .666 | 0.0 |
| 2. | Rimini Baseball                      | 9  | 5  | 4  | .555 | 1.0 |
| 3. | Danesi Nettuno                       | 9  | 5  | 4  | .555 | 1.0 |
| 4. | Unipol Bologna                       | 9  | 2  | 7  | .222 | 4.0 |

|  | Qualificate alle Italian Baseball Series      |
|  | Qualificate alla seconda fase di Coppa Italia |

Le squadre meglio classificate in regular season rispetto all'avversario hanno giocato in trasferta la prima gara, mentre la seconda e la terza gara sono state disputate in casa.

Al termine di questa fase, le prime due classificate si qualificano per le Italian Baseball Series. Terza e quarta passano alla seconda fase della Coppa Italia.

#### Italian Baseball Series

##### Risultati
| Serravalle 10 agosto 2012, ore 21:00 Gara 1                                                                   | T&A San Marino | 8 – 5 (0-0, 0-0, 0-0, 3-0, 0-0, 0-0, 0-1, 0-4, 5-0) referto | Rimini Baseball | Stadio di Serravalle (1.500 spett.) |
| \| \| \| \| \| 12 \| Valide \| 10 \| \| 3 \| Errori \| 1 \| \| Yépez (da 2 punti al 9º) \| Fuoricampo \| 0 \| |                |                                                             |                 |                                     |
| |                |                                                             |                 |                                     |
| 12 | Valide         | 10                                                          |                 |                                     |
| 3 | Errori         | 1                                                           |                 |                                     |
| Yépez (da 2 punti al 9º)                                                                                      | Fuoricampo     | 0                                                           |                 |                                     |

| Serravalle 11 agosto 2012, ore 21:00 Gara 2                                                                 | T&A San Marino | 2 – 0 (2-0, 0-0, 0-0, 0-0, 0-0, 0-0, 0-0, 0-0, 0-0) referto | Rimini Baseball | Stadio di Serravalle (1.000 spett.) |
| \| \| \| \| \| 6 \| Valide \| 5 \| \| 1 \| Errori \| 0 \| \| Ramos (da 2 punti al 1º) \| Fuoricampo \| 0 \| |                |                                                             |                 |                                     |
| |                |                                                             |                 |                                     |
| 6 | Valide         | 5                                                           |                 |                                     |
| 1 | Errori         | 0                                                           |                 |                                     |
| Ramos (da 2 punti al 1º)                                                                                    | Fuoricampo     | 0                                                           |                 |                                     |

| Rimini 16 agosto 2012, ore 21:00 Gara 3                                                                       | Rimini Baseball | 3 – 7 (2-0, 0-0, 0-0, 0-1, 0-3, 0-0, 1-0, 0-3, 0-0) referto | T&A San Marino | Stadio dei Pirati (2.000 spett.) |
| \| \| \| \| \| 6 \| Valide \| 14 \| \| 4 \| Errori \| 1 \| \| 0 \| Fuoricampo \| Durán (da 3 punti all'8º) \| |                 |                                                             |                |                                  |
| |                 |                                                             |                |                                  |
| 6 | Valide          | 14                                                          |                |                                  |
| 4 | Errori          | 1                                                           |                |                                  |
| 0 | Fuoricampo      | Durán (da 3 punti all'8º)                                   |                |                                  |

| Rimini 17 agosto 2012, ore 21:00 Gara 4                                                                       | Rimini Baseball | 3 – 2 (0-1, 0-0, 0-0, 0-0, 0-0, 2-1, 0-0, 0-0, 0-0, 0-0, 1-0) referto | T&A San Marino | Stadio dei Pirati (1.500 spett.) |
| \| \| \| \| \| 10 \| Valide \| 10 \| \| 0 \| Errori \| 3 \| \| 0 \| Fuoricampo \| Ramos (da 1 punto al 6º) \| |                 |                                                                       |                |                                  |
| |                 |                                                                       |                |                                  |
| 10 | Valide          | 10                                                                    |                |                                  |
| 0 | Errori          | 3                                                                     |                |                                  |
| 0 | Fuoricampo      | Ramos (da 1 punto al 6º)                                              |                |                                  |

| Rimini 18 agosto 2012, ore 21:00 Gara 5                                                                         | Rimini Baseball | 8 – 2 (4-2, 0-0, 0-0, 0-0, 0-0, 1-0, 1-0, 2-0, 0-0) referto | T&A San Marino | Stadio dei Pirati (1.500 spett.) |
| \| \| \| \| \| 10 \| Valide \| 6 \| \| 0 \| Errori \| 2 \| \| De Biase (da 3 punti al 1º) \| Fuoricampo \| 0 \| |                 |                                                             |                |                                  |
| |                 |                                                             |                |                                  |
| 10 | Valide          | 6                                                           |                |                                  |
| 0 | Errori          | 2                                                           |                |                                  |
| De Biase (da 3 punti al 1º)                                                                                     | Fuoricampo      | 0                                                           |                |                                  |

| Serravalle 24 agosto 2012, ore 21:00 Gara 6                                                                          | T&A San Marino | 5 – 4 (0-0, 3-0, 0-0, 0-0, 0-0, 1-0, 0-4, 0-0, 1-0) referto | Rimini Baseball | Stadio di Serravalle (2.000 spett.) |
| \| \| \| \| \| 10 \| Valide \| 12 \| \| 1 \| Errori \| 0 \| \| F. Imperiali (da 3 punti al 2º) \| Fuoricampo \| 0 \| |                |                                                             |                 |                                     |
| |                |                                                             |                 |                                     |
| 10 | Valide         | 12                                                          |                 |                                     |
| 1 | Errori         | 0                                                           |                 |                                     |
| F. Imperiali (da 3 punti al 2º)                                                                                      | Fuoricampo     | 0                                                           |                 |                                     |

### Classifica
|  | Italian Baseball Series 2012 | PG | PV | PP | PCT  | PD  |
|  | ---------------------------- | -- | -- | -- | ---- | --- |
|  | T&A San Marino               | 6  | 4  | 2  | .666 | 0.0 |
|  | Rimini Baseball              | 6  | 2  | 4  | .333 | 2.0 |

Rimini Baseball giocherà la finale di Coppa Italia.

## Verdetti
- Campione d'Italia:   T&A San Marino
- Vincitore Coppa Italia:   Fortitudo Bologna